# Щемиловка (деревня)
Щемиловка — деревня в Шумячском районе Смоленской области России. Входит в состав Первомайского сельского поселения. По состоянию на 2007 год постоянного населения не имеет. 
Расположена в юго-западной части области в 20 км к северо-востоку от Шумячей, в 16 км западнее автодороги А141 Орёл — Витебск, на берегу реки Остёр. В 15 км северо-восточнее деревни расположена железнодорожная станция Крапивенская на линии Смоленск — Рославль.

## История
В годы Великой Отечественной войны населенный пункт подвергался оккупации немецкими войсками с августа 1941 года по сентябрь 1943 года .